# 서화면
서화면(瑞和面)은 대한민국 강원특별자치도 인제군의 면이다. 넓이는 265.37km2이고, 인구는 2011년 12월 말 기준으로 3,390명이다. 원래는 38선 이북이었는데 한국 전쟁으로 일부를 뺀 지역이 남한 지역이 되었다. 북측에 남은 지역은 금강군으로 편입되었다.

## 연혁
- 1914년 4월 1일 : 행정구역 개편에 따라 8개리로 개편
- 1945년 9월 2일 : 면 전체가 38도선 이북으로 소비에트 민정청이 관할
- 1952년 2월 : 북조선의 군면리 대폐합으로 북조선은 이포리를 금강군에 편입하였다.[1]
- 1953년 7월 27일 : 한국 전쟁의 정전협정에 따라 면의 3분의 2를 남측이 수복, 이포리는 이북이 되고 장승리는 휴전선에 잘리고 서희리는 절반 또는 절반 이상이 이남이 되었다.
- 1953년 12월 2일 : 북조선이 서화면 장승리는 금강군 청두리에, 서희리 북조선 지배 지역은 이포리에 편입하였다.
- 1954년 11월 17일 : 〈수복지구임시행정조치법〉이 실시되었다.
- 1963년 1월 1일 : 양구군 해안면을 편입
- 1973년 7월 1일 : 해안면 지역인 현리, 오류리, 만대리, 월산리, 후리, 이현리가 양구군 동면으로 편입됨[2]
- 2012년 11월 23일 : 서희리와 장승리지역의 지적을 복구하며 법정리로 신설되었다.[3]

## 행정 구역
| 법정리 | 한자명 | 행정리                             | 비고            |
| ------ | ------ | ---------------------------------- | --------------- |
| 가전리 | 佳田里 | -                                  | 거주 인구 없음  |
| 서화리 | 瑞和里 | 서화1리, 서화2리                   |                 |
| 서흥리 | 瑞興里 | 서흥1리, 서흥2리                   |                 |
| 서희리 | 瑞希里 | -                                  | 거주 인구 없음  |
| 심적리 | 深積里 | -                                  | 거주 인구 없음  |
| 장승리 | 長承里 | -                                  | 거주 인구 없음  |
| 천도리 | 天桃里 | 천도1리, 천도2리, 천도3리, 천도4리 | 면사무소 소재지 |

이포리(伊布里)는 완전 미수복 지역으로 인제군 조례상 서화면의 법정리에 포함되지 않는다.

## 교육
- 서화초등학교 (천도리)
  - 서흥분교 (폐교) - 서화면 금강로 1106-27 (서흥리)
  - 서성분교 (폐교) - 서화면 금강로 1801-42 (서화리)
- 서화중학교 (천도리)